# KZ-Außenlager Hamburg-Langenhorn

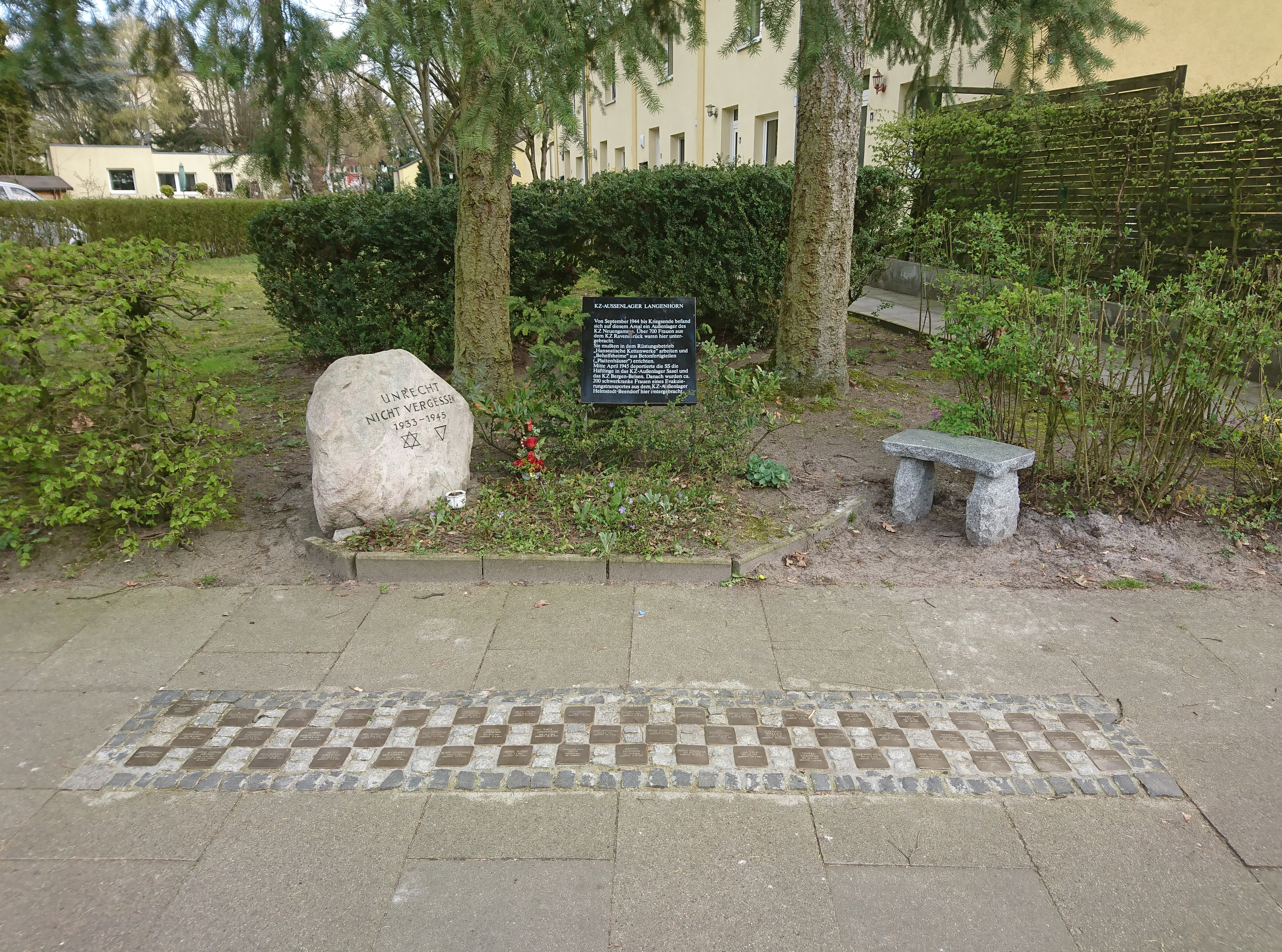
Gedenkstein und -tafel am ehemaligen Lagerort (KZ-Außenlager Hamburg-Langenhorn) mit Stolpersteinen im Vordergrund

Das Außenlager Hamburg-Langenhorn war ein von September 1944 bis Anfang Mai 1945 bestehendes Außenlager des KZ Neuengamme für zunächst 500 weibliche Häftlinge im Norden Hamburgs an der Grenze zu Schleswig-Holstein. Es befand sich in Hamburg-Langenhorn am Weg 4 (seit 1952 Essener Straße). Das Barackenlager war in unmittelbarer Nähe zu Standorten der Rüstungsindustrie.

## Vorgeschichte
Im Sommer 1944 wurde von einem seit 1942 am Ort bestehenden Ostarbeiterlager ein Lagerabschnitt separiert zur Einrichtung eines KZ-Außenlagers für weibliche Häftlinge. Nach einem Ausbau befanden sich in diesem Lagerteil zwei Baracken mit Schlafräumen für Häftlinge, eine Küchenbaracke  und einem kleinen Häftlingskrankenbau. Unmittelbar neben dem Eingang Außenlager wurden die Unterkünfte des Lagerpersonals eingerichtet.

## Funktion des Lagers, Häftlinge und Lagerführung
Mitte September 1944 trafen in dem Außenlager Hamburg-Langenhorn 500 zumeist litauische, aber auch estnische, ungarische, polnische, tschechische und deutsche Jüdinnen aus dem KZ Stutthof ein. Anfang März 1945 wurden 250 weibliche Sinti und Roma sowie im NS-Jargon als „kriminell“ bezeichnete Häftlingsfrauen aus dem KZ Ravensbrück in das Außenlager Hamburg-Langenhorn überstellt.
In abwechselnden Zwölf-Stunden-Schichten mussten die weiblichen Häftlinge Zwangsarbeit in der Rüstungsproduktion für die Hanseatischen Kettenwerke sowie die Deutsche Messapparate GmbH leisten. An Maschinen fertigten die Frauen bei diesen Unternehmen Waffen und Munition, wie Panzerfäuste und Flakgeschosse. Sie arbeiteten an ihren Einsatzorten gemeinsam mit Kriegsgefangenen und deutschen Arbeitern, durften jedoch keinen Kontakt miteinander aufnehmen. Zu der Arbeitseinsatzstelle einer Zweigstelle der Deutschen Messapparate GmbH in der Schanzenstraße wurden die Frauen mit der S-Bahn gefahren. Einige weibliche Häftlinge mussten in der Kriegsendphase beim Plattenhausbau Ausschachtungsarbeiten leisten.
Im Lager wurden die weiblichen Häftlinge von Aufseherinnen überwacht und außerhalb durch eine teils aus Zollbeamten bestehende männliche Wachmannschaft. Leiter des Frauenaußenlagers Langenhorn war Walter Lau, ein SS-Mann aus Ostpreußen.
Am 3. oder 4. April 1945 wurde das Außenlager aufgelöst und die meisten weiblichen Häftlinge in das KZ Bergen-Belsen und einige in das KZ-Außenlager Hamburg-Sasel gebracht. 
Im Zuge der Räumung der Außenlager des KZ Neuengamme startete am 10. April ein Zug mit 50 Waggons weiblicher und männlicher Häftlinge vom KZ-Außenlager Helmstedt-Beendorf und fuhr über Magdeburg, Stendal und Wittenberge bis nach Sülstorf, wo der Zug vom 13. bis 15. April stehen blieb, weil ein Gleis blockiert war. In jedem Waggon befanden sich 150 bis 170 Häftlinge. Hunderte Gefangene starben bei dem Transport fast ohne Wasser und Verpflegung. Am 15. fuhr der Zug endlich los und erreichte das KZ Wöbbelin bei Ludwigslust, wo die männlichen Häftlinge aussteigen mussten. Von dort ging die Odyssee für die Frauen weiter. Sie mussten weitere sechs Tage in den Waggons zubringen und wurden bei der Ankunft in Hamburg dann aufgeteilt. Ein Teil traf völlig geschwächt am 20. April im Außenlager Langenhorn ein. Neun Frauen davon verstarben in Langenhorn. Am 3. Mai wurden die Frauen vom Langenhorner Lager in das KZ-Außenlager Hamburg-Eidelstedt deportiert, wo sie kurz darauf von britischen Soldaten befreit wurden.

## Gedenken

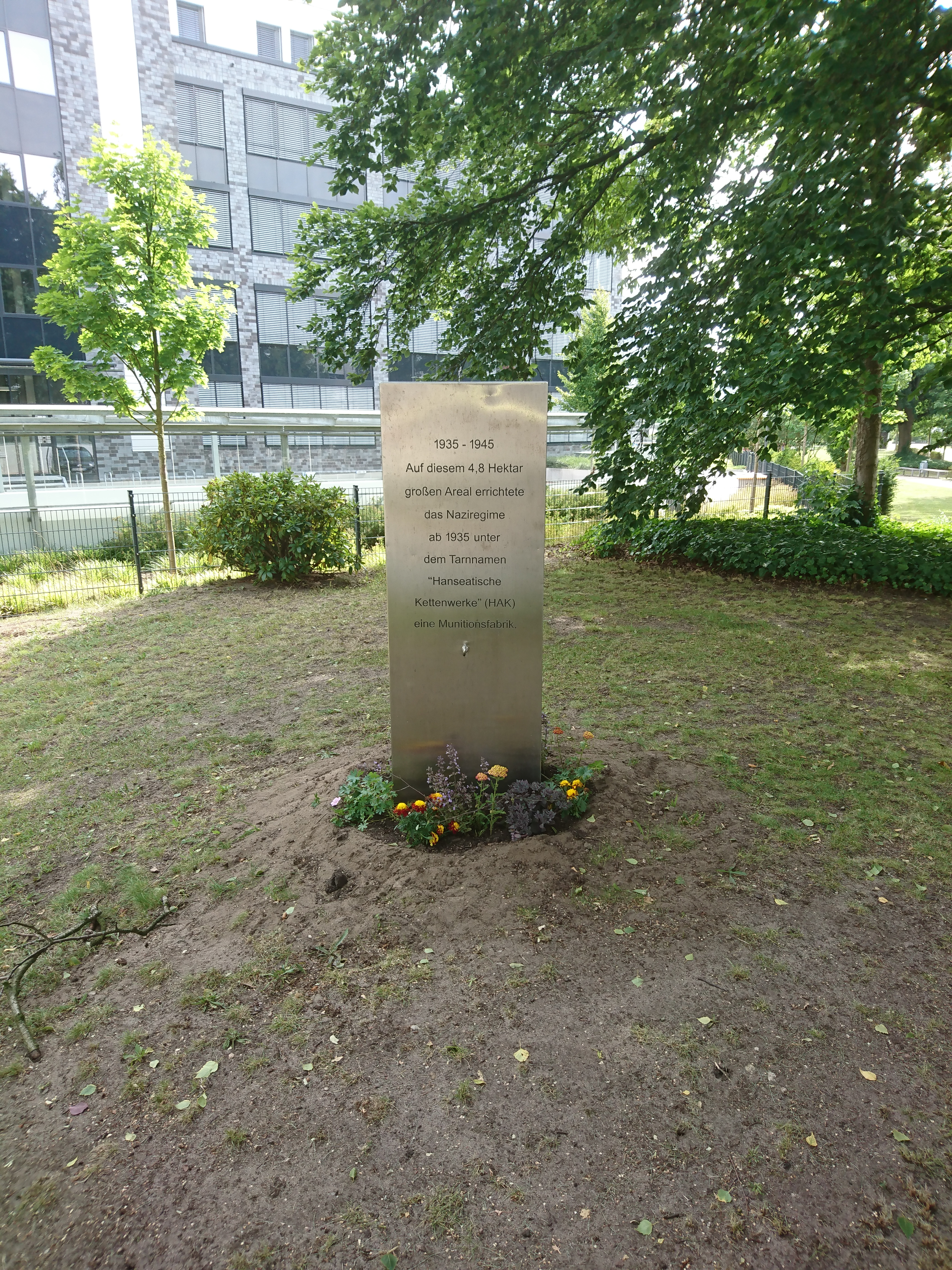
Gedenkstele, die an die Zwangsarbeiter der Hanseatischen Kettenwerke erinnert

Heute erinnern an den ehemaligen Lagerort ein Gedenkstein sowie eine Informationstafel, die sich seit 1988 auf Höhe der Essener Straße 54 befinden. Am 27. Juni 2018 wurden dort zudem 50 Stolpersteine (49 mit Namen) verlegt. Bei den Namen handelt es sich um zu Tode gekommene Säuglinge von Frauen aus Belgien, Frankreich, Lettland, Litauen, Polen, Russland, der Ukraine und Weißrussland, die für die Rüstungsindustrie Zwangsarbeit leisten mussten. Am 15. März 2019 wurde die dortige Holzbank durch eine Steinbank, die die Kirchengemeinde St. Jürgen-Zachäus finanzierte, ausgetauscht. In der Nähe, am Essener Bogen befand sich zudem eine 2008 aufgestellte Gedenkstele, die an die Zwangsarbeiter der Hanseatischen Kettenwerke erinnert. Juni 2020 wurde die Stele auf einer Grünfläche am Weg links neben den Busbahnhof am U-Bahnhof Ochsenzoll umgesetzt und am 9. Juni 2020 feierlich enthüllt und übergeben. Weitere Stolpersteine, die an zwei Zwangsarbeiter des Kettenwerks erinnern, befinden sich seit dem 18. Mai 2019 an der Langenhorner Chaussee 623, unweit der Gedenkstele.